# Borniș
Borniș – wieś w Rumunii, w okręgu Neamț, w gminie Dragomirești. W 2011 roku liczyła 133 mieszkańców.